# Norma Huembes
Norma Elizabeth Huembes Salazar (sinh ngày 11 tháng 5 năm 1998) là một người mẫu và hoa hậu người Nicaragua, người đã đăng quang Hoa hậu Nicaragua 2022. Cô sẽ đại diện cho Nicaragua tại Hoa hậu Hoàn vũ 2022.

## Tiểu sử
Huembes sinh ra và lớn lên ở San Marcos. Cô theo học tại Colegio Pureza de Maria từ năm 2004 đến năm 2014. Huembes theo học tại Đại học Centroamericana ở Managua, nơi cô lấy bằng cử nhân kế toán công. Giữa đại dịch coronavirus (COVID-19) mới bắt đầu vào năm 2020, cô bắt đầu học tiếng Hàn. Năm đó, cô là sinh viên trao đổi tại Keene State College ở Keene, New Hampshire, Hoa Kỳ, nơi cô theo học ngành quản trị và kinh doanh.

## Cuộc thi sắc đẹp

### Hoa hậu Teen Nicaragua 2015
Huembes bắt đầu sự nghiệp thi sắc đẹp của mình vào năm 2015, cô đại diện cho Carazo tại Hoa hậu Teen Nicaragua 2015. Cô là Á hậu 4 sau Cindy Gutierrez.

### Hoa hậu Nicaragua 2022
Vào ngày 6 tháng 8 năm 2022, Huembes đại diện cho San Marcos tại Hoa hậu Nicaragua 2022 và cạnh tranh với 10 thí sinh khác vào vòng chung kết tại Khách sạn Crowne Plaza và Trung tâm Hội nghị Managua ở Managua. Cô đã giành được danh hiệu và kế vị là Hoa hậu Nicaragua 2021 Allison Wassmer của Managua.

### Hoa hậu Hoàn vũ 2022
Với tư cách là Hoa hậu Nicaragua, Huembes sẽ đại diện cho Nicaragua tại Hoa hậu Hoàn vũ 2022.